# Víctor Saca Guajardo
Víctor Saca Guajardo (nacido el 28 de julio de 1951 en General Terán, Nuevo León, México), falleció el 23 de octubre de 2021, es un cinefotógrafo, director guionista, comunicólogo y docente mexicano. Ha ganado un Premio Ariel en 1984 por su cortometraje Laudate Pueri y un premio Heraldo de 1999 como director debutante del año por la cinta En el paraíso no existe el dolor. También ha participado en el Quinto Festival Internacional de Cine de Morelia (FICM).

## Formación
Estudió la Licenciatura en Ciencias de la Información y Comunicación de 1971 a 1975 en la Universidad de Monterrey (UDEM), además de una maestría en Humanidades en 1996 en la misma. También estudió Lenguaje Cinematográfico en 1996 hasta 1998 en el Centro de Capacitación Cinematográfica (CCC) de la Ciudad de México.

## Carrera
Empezó su carrera como cinefotógrafo en 1983 con el cortometraje Laudate Pueri, el cual abrió su camino en la industria cinematográfica por recibir un Premio Ariel a Mejor Cortometraje de Ficción en 1984. 
En 1992 funda la Escuela Cinematográfica Hollywood que imparte lecciones de actuación, guion y fotografía; así como la productora Netzahualcóyotl Films. 
Después, en la 34va entrega de los premios El Heraldo México en 1999 recibió el premio de Director Debutante por En el paraíso no existe el dolor, película que se inscribe en el llamado cine gay y cuya historia es detonada por la muerte de Juan, personaje que fallece a causa de SIDA. La obra destaca por el tema, pocas veces abordado en el cine mexicano y, sobre todo, por hacerlo de manera cuidadosa, ágil y sin prejuicios.El crítico Ernesto Diez Martínez considera que la cinta es una obra maestra del cine mexicano que, sin embargo, nunca recibió el reconocimiento que merece.
La trama destaca por presentar un tema pocas  veces tocado en el cine nacional, tan cuidadosamente hecho,  de una manera ágil y sin prejuicios.
De 2000 a 2003 fue parte del Sistema Nacional de Creadores de Arte del Consejo Nacional para la Cultura y las Artes (CONACULTA). 
Posteriormente, en el 2007 participó en el 5° Festival Internacional de Cine de Morelia (FICM) con el cortometraje de ficción Retrato de una mujer y su reflejo.
El cineasta también formó parte del cuerpo de docentes de la Facultad de Ciencias de la Información y Comunicación de la Universidad de Monterrey hasta el 2016.

## Filmografía
- 1983, Laudate pueri (director)
- 1985, Historias Violentas, segmento 1 (director)
- 1992, Manchas lunares (cortometraje, editor)
- 1995, En el paraíso no existe el dolor (director, productor, escritor y editor)
- 2003, Trastorno en el rancho (documental corto) (director, productor y escritor)
- 2007, Retrato de una mujer y su reflejo (cortometraje, director)